# Franz Perner
Franz Perner es un atleta paralímpico austríaco.

## Carrera
Compitió en esquí alpino en los Juegos Paralímpicos de invierno de 1976 y en esquí de fondo en los Juegos Paralímpicos de Invierno de 1980, 1984 y 1988. También participó en un evento de biatlón en los Juegos Paralímpicos de Invierno de 1988.

## Palmarés
| Año  | Competencia                          | Ubicación            | Posición | Evento                              | Tiempo      |
| ---- | ------------------------------------ | -------------------- | -------- | ----------------------------------- | ----------- |
| 1976 | Juegos Paralímpicos de Invierno 1976 | Örnsköldsvik, Suecia | 3.º      | Combinación Alpina III para hombres | 1: 26.17    |
| 1976 | Juegos Paralímpicos de Invierno 1976 | Örnsköldsvik, Suecia | 3.º      | Eslalon gigante III para hombre     | 2: 44,45    |
| 1976 | Juegos Paralímpicos de Invierno 1976 | Örnsköldsvik, Suecia | 3.º      | Eslalon III masculino               | 1: 23,47    |
| 1980 | Juegos Paralímpicos de Invierno 1980 | Geilo, Noruega       | 2.º      | Relevo 4x5 km masculino 3A-3B       | 1: 28: 50.0 |